# 31 Pułk Piechoty Cesarstwa Austriackiego
31 Pułk Piechoty Cesarstwa Austriackiego – jeden z austriackich pułków piechoty okresu Cesarstwa Austriackiego.
Okręg poboru: Siedmiogród.

## Mundur
- Typ: węgierski
- Bryczesy: błękitne
- Wyłogi: cesarskożółte
- Guziki: białe

## Garnizony
- 1805 : Temesvar/ Timișoara
- 1808 : Ofen/Buda/ część Budapesztu
- 1802 : Tyśmienica
- 1814 : Lemberg/ Lwów